# Hvor Revolutionen flammer
Hvor Revolutionen flammer er en amerikansk stumfilm fra 1919 af Allan Dwan.

## Medvirkende
- Wallace Beery som Mendoza
- Ogden Crane som Burke
- Ward Crane som Reginald King
- Norman Kerry som Robert Clay
- Fred Kohler som McWilliams